# Karl Anschütz
Karl Anschütz fue un director musical y compositor nacido en Alemania que fundó la Ópera alemana en la ciudad de Nueva York.

## Biografía
El padre de Anschütz, Joseph Andreas Anschütz, era un eminente músico y estaba a cargo de una escuela de instrucción vocal e instrumental. Sus primeros estudios musicales los realizó con su padre, y en 1837 fue enviado a estudiar con Friedrich Schneider en Dessau, con cuya hija se casó. Su hermano fue el pintor Hermann Anschütz.
Tras regresar a Coblenza, se convirtió en director de la institución musical real y de la orquesta del teatro, con el título de director musical real. En 1848 dirigió la orquesta de Núremberg y en 1849 fue director de la ópera alemana en Ámsterdam. Ese mismo año visitó Londres con una compañía de ópera alemana y posteriormente fue nombrado director de orquesta del Teatro Drury Lane. Dirigió en 1849 y 1850 los Conciertos de los Miércoles en Exeter Hall donde llegó a interpretar la Novena Sinfonía de Beethoven con una orquesta de 250 músicos y un coro de 500 cantantes. También dirigió la ópera italiana en Dublín, Edimburgo, Glasgow y otros lugares de Gran Bretaña.
En 1857 llegó a los Estados Unidos con la compañía de ópera italiana de Bernard Ullman, que dirigió hasta 1860.  De 1860 a 1862, fue director de orquesta de la Sociedad Arion. En 1862, fundó la ópera alemana en Nueva York y participó activamente en el establecimiento del Conservatorio de Música de Nueva York. En 1869 se desempeñó como director musical de la sección de Nueva York de los coros de masas en el festival de canto de Baltimore. También fue un compositor de cierta habilidad y arregló para instrumentos de metal las nueve sinfonías de Beethoven, de las cuales se interpretaron dos.